# Solveig Eschen

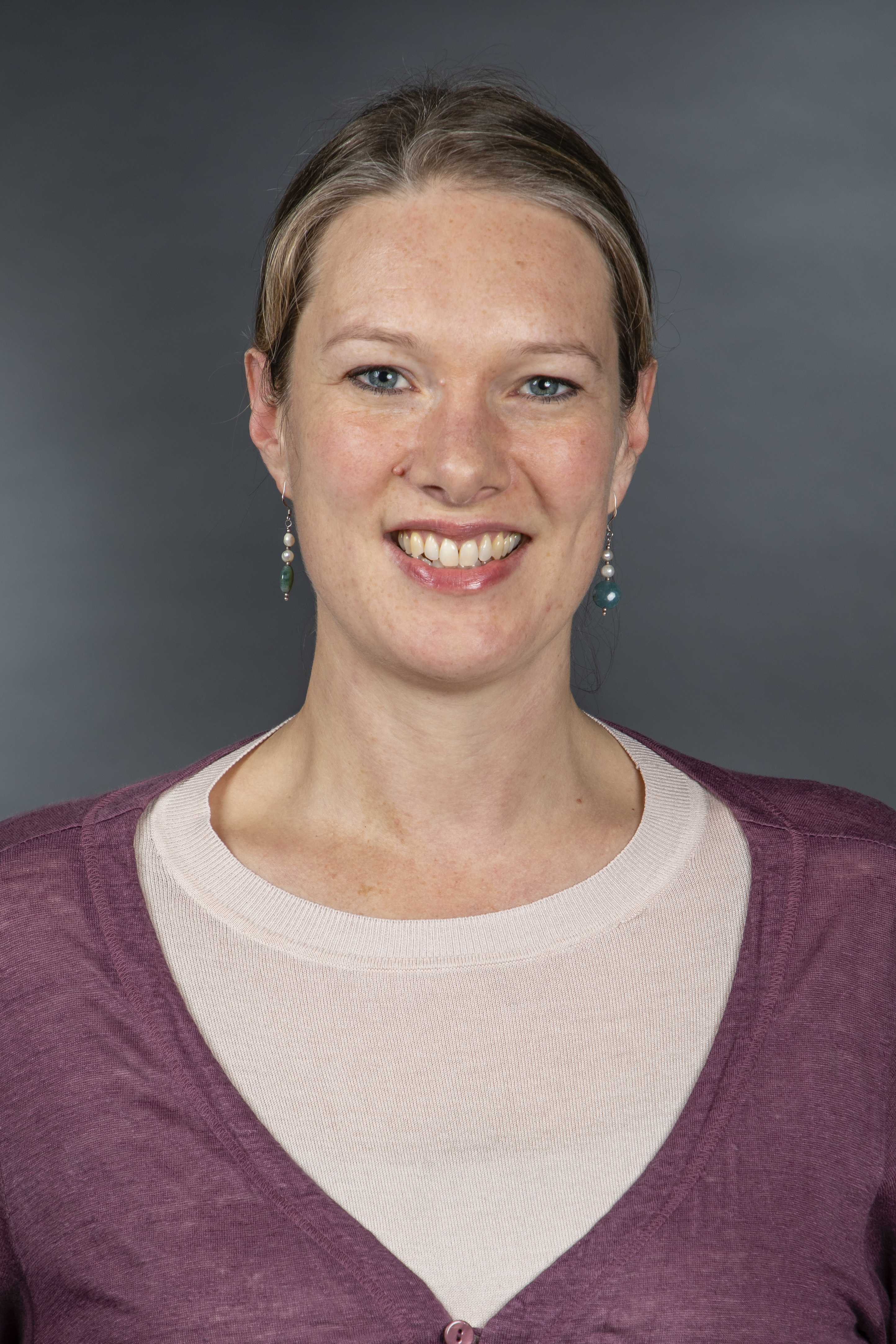
Solveig Eschen (2019)

Solveig Eschen (* 9. April 1981 in Siegburg) ist eine deutsche Psychologin und Politikerin der Partei Bündnis 90/Die Grünen. Sie war von 2019 bis 2023 Mitglied der Bremischen Bürgerschaft.

## Biografie

### Ausbildung und Beruf
Eschen legte 2000 in Hamburg das Abitur ab. Von 2001 bis 2006 studierte sie Psychologie und Politikwissenschaften an der Universität Hamburg. Dort wurde sie 2013 mit einer Arbeit über die Persönlichkeit als Prädiktor für Leistung in hoch automatisierten Mensch-Maschine-Teams der Luftfahrt zur Dr. phil. promoviert. Im Oktober 2006 nahm sie eine Tätigkeit als Psychologin beim Deutschen Zentrum für Luft- und Raumfahrt auf. Neben ihrer beruflichen Tätigkeit war sie von 2007 bis 2016 als Lehrbeauftragte an den Fakultäten für Psychologie bzw. Wirtschaftspsychologie der Universität Hamburg, der Leuphana Universität Lüneburg sowie der privaten Hamburger International School of Management.

### Politik
Eschen ist seit 2017 Mitglied von Bündnis 90/Die Grünen. Im Bremer Landesverband ist sie seit 2018 Sprecherin der Landesarbeitsgemeinschaft Stadt- und Regionalentwicklung.
Bei der Bürgerschaftswahl in Bremen 2019 erhielt sie ein Mandat in der Bremischen Bürgerschaft. Sie war Sprecherin für Wissenschaftspolitik und Sprecherin für Kinderpolitik der grünen Bürgerschaftsfraktion.
Sie war Mitglied im Ausschuss für Wissenschaft, Medien, Datenschutz und Informationsfreiheit (Vorsitzende), den Haushalts- und Finanzausschussen und Rechnungsprüfungsausschussen, Landesjugendhilfeausschuss, Betriebsausschuss KiTa  Bremen, der Deputation für Kinder und Bildung und im Jugendhilfeausschuss.
Bei der Bürgerschaftswahl in Bremen 2023 erhielt sie kein Mandat mehr und schied aus der Bürgerschaft aus.
Seit 2024 ist sie Fraktionsgeschäftsführerin der Fraktion von Bündnis 90/Die Grünen in der Bremischen Bürgerschaft.